# Liste des familles françaises subsistantes les plus anciennes
Cette liste des familles françaises subsistantes les plus anciennes recense les familles françaises subsistantes au XXIe siècle qui ont pu prouver leur filiation en ligne masculine, naturelle et légitime, sans interruption jusqu'à un premier ancêtre attesté par un acte antérieur à 1300. Il ne s'agit donc pas de la date de la plus ancienne mention de la famille. Les dates de filiation suivie retenues dans le présent article sont tirées d'une liste limitative d'ouvrages de référence, cités en bibliographie (voir en fin d'article).
Certaines familles ont hérité leur nom (principalement au cours du Moyen Âge) par le biais d'une filiation cognatique (de mère à fils). C'est cependant la filiation agnatique (de père à fils) qui est prise en compte, et non la filiation patronymique, généralement plus ancienne. Il existe par ailleurs quelques familles dont la filiation agnatique est plus ancienne que la filiation patronymique puisque leur ascendance paternelle est prouvée au-delà de la date d'adoption du patronyme.
Dès le XIIIe siècle, ces familles appartenaient à la noblesse. Toutes les familles citées étaient françaises à la fin de l'Ancien Régime. D'anciennes familles d'origine française, éteintes en France mais subsistantes à l'étranger, ont été incluses dans la liste — bien qu'aujourd'hui tous leurs membres soient de nationalité étrangère —, considérant qu'elles ont été françaises pendant la plus grande partie de leur histoire. 
Les familles françaises d'origine étrangère et reconnues nobles en France sous l'Ancien Régime ont dû, à l'époque, fournir aux généalogistes du roi les pièces prouvant leur filiation dans leur pays d'origine. Ces probations n'ont généralement pas fait l'objet d'un soin aussi rigoureux que pour les familles d'origine française ; aussi, aucune famille ancienne ou revendiquée ancienne d'origine étrangère, quelle que soit la date de sa naturalisation, ne figure dans la liste — au contraire des anciennes familles originaires des provinces intégrées au royaume de France jusqu'à la fin de l'Ancien Régime.

## Liste par ancienneté
Sont suivis d'un astérisque (*) les noms des anciennes familles  nobles françaises qui ne comptent plus aujourd'hui un seul membre jouissant de la nationalité française.
À cette liste est ajoutée une liste des familles françaises les plus anciennes éteintes après 1789 (à compléter).

### IXesiècle
- Maison capétienne — 852[N 1],[2], d'origine franque[3] (dynastie royale de France à partir de 987).

### Xesiècle
- Rochechouart (de) & Rochechouart de Mortemart (de) — 980[4], Limousin.

### XIesiècle
- Rohan (de) * — 1008[5], Bretagne (subsistante aux États-Unis).
- Mailly-Nesle (de) — 1050[6], Picardie.
- Choiseul (de) — 1060[7], Champagne.
- Maillé (de) — 1069[6], Touraine.
- Clermont-Tonnerre (de) — 1080[7], Dauphiné.
- Castellane (de) — 1089[8], Provence.
- Harcourt (d') — 1094[6], Normandie.

### XIIesiècle
- La Rochefoucauld (de) — 1111[N 2],[9],[10], Angoumois.
- Blonay (de) * — 1134[11], Savoie (branche suisse subsistante).
- Gontaut-Biron (de) — 1147[6], Agenais, Périgord.
- Viry (de) — 1160[11], Savoie.
- Scorailles (de) — 1168[4],[12], Auvergne.
- Ligniville (de) — 1172[6], Lorraine.
- La Roche-Aymon (de) — 1179[13], Bourbonnais.
- Lévis-Mirepoix (de) — 1180[8], Ile-de-France.
- Villeneuve (de) — 1183[4], Languedoc.
- Beauffort (de) * — 1186[14], Artois (subsistante en Belgique).
- Regnauld de La Soudière (de) — 1189[15] (ou 1213 selon Régis Valette)[11], Angoumois.
- Prunelé (de) — 1191[15], Beauce.

### XIIIesiècle
- Bauffremont (de) — 1202[11], Lorraine.
- Polignac (de) — 1205[11], Velay (une branche, qui a relevé le nom de Grimaldi, est la famille princière de Monaco depuis 1949).
- Riencourt (de) — 1206[11], Picardie.
- La Fare (de) * — 1206[11], Vivarais (subsistante en Argentine)[16].
- Goüyon (de) — 1209[11], Bretagne.
- Pontevès (de) — 1213[11] (rattachement supposé aux d'Agoult que l'on trouve dès 992)[17], Provence.
- Crussol d'Uzès (de) — 1215[11], Vivarais, Languedoc.
- Ginestous (de) — 1215[11], Languedoc.
- Quatrebarbes  (de) — 1218[11], Anjou, Maine.
- Menthon et - d'Aviernoz (de) — 1219[11],[18], Savoie.
- Argouges (d') — 1223[11], Normandie.
- Cosnac (de) — 1223[19], Limousin.
- Rasilly (de)  — 1223[11], Touraine.
- Noailles (de) — 1225[20], Limousin.
- Saint-Phalle  (de) — 1230[11], Bourgogne, Nivernais.
- Waldner de Freundstein (de) — 1235[11], Alsace.
- Villeneuve (de) - Bargemon, - Esclapon, - Trans, - et - Flayosc — 1240[11], Provence.
- Foucher de Brandois — 1245[11], Poitou.

## Ancienneté discutée
- Montesquiou (de) — 1050[11] ou 1148[15] ou 1190[21], Gascogne.
- Scey-Montbéliard (de) — 1090[22],[23],[24],[25] (ou 1449 selon Régis Valette)[11], Franche-Comté.

## Familles françaises les plus anciennes éteintes après 1789
- La Trémoille (de) — 1096[11], Poitou, éteinte en 1933 en ligne masculine et 1996 en ligne féminine.
- La Poype (de) — 1150[26], Dauphiné, éteinte en 1871.
- Grolée (de) — 1180[27], Bugey, éteinte en 1965.
- La Tour d'Auvergne (de) — 1206[28], Auvergne, éteinte en 1896.
- Créquy (de) — 1209[29], Artois, éteinte en 1852.
- Grimoard de Beauvoir du Roure (de) — 1214[30], Viennois, éteinte en 1846 en ligne masculine et 1923 en ligne féminine[31].
- Talleyrand-Périgord (de) — 1245, Périgord, éteinte en 2003.
- Chateaubriand (de) — 1248[32], Bretagne, éteinte en 2002 en ligne masculine.
- Foudras (de) — 1265[33], Forez, éteinte en 1914.
- Vichy (de) — 1341[11], Bourbonnais, éteinte en 1930.